# 181-й гвардійський винищувальний авіаційний полк (СРСР)
181-й гвардійський винищувальний авіаційний полк (рос. 181-й Гвардейский Сталинградский истребительный авиационный полк) — авіаційний полк за часів Другої світової війни у складі ВПС СРСР.

## Історія
Полк сформовано влітку 1941 року на аеродромі Сейм в Горьковської області як 239-й винищувальний авіаполк.
Бойові дії почав 22 липня 1941 року в складі 10-ї Смішанної Авіаційної Групи на Західному фронті.
19 серпня 1944 переформовано у 181-й гвардійський винищувальний авіаційний полк.
Після закінчення війни був переданий до авіації ППО. Розформований 22 квітня 1960.

## Бойова діяльність полку у часи Другої Світової війни
| Період                  | Бойові вильоти | Втрати (літаки / пілоти) |
| ----------------------- | -------------- | ------------------------ |
| 03.10.1943 — 05.08.1944 | 3428           | 38/18                    |
| 05.08.1944 — 09.05.1945 | 2883           | 30/7                     |
| Разом                   | 10187          | 176/79                   |

## Командири полку
| Період            | Командир полку              | Примітка                |
| ----------------- | --------------------------- | ----------------------- |
| 10.1944 — 06.1945 | Мурашев Олексій Андріанович | Герой Радянського Союзу |

## Матеріальна частина полку
| Дата                    | Тип літака |
| ----------------------- | ---------- |
| 03.09.1942 — 15.04.1945 | Ла-5       |
| 15.04.1945 — 1948       | Ла-7       |
| 1948 — 1950             | МіГ-9      |
| 1950 — 1954             | МіГ-15     |
| 1954 — 1960             | МіГ-17     |

## Герої полку
- Балясніков Олексій Іванович (1920—1986) — Герой Радянського Союзу (1945)